# Елізабет Тріссенар
Елізабет Тріссенар (нім. Elisabeth Trissenaar; 13 квітня 1944, Відень — 14 січня 2024, Берлін) — австрійська і німецька акторка.

## Біографія
Батько Елізабет був нідерландцем. Тріссенар відвідувала семінари Макса Рейнгардта в Відні, дебютувала в Бернському міському театрі в 1964 році. Служила в театрах Крефельда, Гейдельберга, Бохума та Штутгарта. У 1972-1981 роках була в трупі Франкфуртського драматичного театру. У цей період почалася співпраця акторки з Райнером Вернер Фассбіндером. Тріссенар знялася в його фільмах «Больвізер», «Заміжжя Марії Браун», «В рік тринадцяти місяців» і телесеріалі «Берлін-Александерплац». Акторка знімалася в головних ролях у фільмах Роберта ван Аккера Das andere Lächeln і Die Reinheit des Herzens, а також в номінованому на премію «Оскар» фільмі Агнешки Голланд «Гірка жнива» і фільмі «Франца» Ксавера Шварценбергера.
Елізабет Тріссенар одружена з режисером Хансом Нойєнфельсом, їх син Бенедикт став кінооператором.

## Примітка
1. 1 2  Deutsche Nationalbibliothek Record #129396516 // Gemeinsame Normdatei — 2012—2016.
2. ↑  Filmportal.de — 2005.
3. ↑  https://wien.orf.at/stories/3240721/
4. ↑  https://www.deutsche-filmakademie.de/mitglieder/253/